# 72841 Manolaneri
72841 Manolaneri este o planetă minoră (asteroid) din centura de asteroizi. A fost descoperită pe 27 aprilie 2001 la osservatorio astronomico della Montagna Pistoiese⁠(d) de Andrea Boattini⁠(d). 
Obiectul prezintă o orbită caracterizată de o semiaxă mare de 2,9508441261443 UAi, o excentricitate de 0,053165506168465, o înclinație de 2,8332149156013 ° în raport cu ecliptica.